# SAE International
SAE International, pierwotnie Society of Automotive Engineers – zawodowa organizacja skupiająca inżynierów zajmujących się motoryzacją, lotnictwem i maszynami wykorzystywanymi w przemyśle. Organizacja ta standaryzuje urządzenia takie jak samochody, ciężarówki, łodzie, samoloty, sprzęt budowlany itd. Członkowie SAE interesują się głównie zasobami ludzkimi i ergonomią

## Historia
Na początku XX wieku w Stanach Zjednoczonych było kilkanaście fabryk samochodów. Niektóre z nich były zrzeszone w spółki, by promować swoje produkty, chronić swoje patenty oraz podwyższać standardy inżynierskie swoich produktów.
Dwóch dziennikarzy motoryzacyjnych: Peter Heldt z The Horseless oraz Horace Swetland z The Autmobile advocated założyli SAE.
Heldt napisał w czerwcu 1902 artykuł w którym umieścił zalecenia dotyczące standardów części samochodowych. Następnie Swetland widząc oddziaływanie tego artykułu na producentów założył podwaliny organizacji zajmujących się standaryzacją części samochodowych oraz ufundował biura SAE.
Stowarzyszenie zostało założone w 1905 r. Na początku zajmowało się promocją używania standardów w przemyśle samochodowym (początkowo tylko w USA).
Mimo tego, że na początku zrzeszało tylko 30 członków (Andrew L. Riker był pierwszym prezesem, a Henry Ford pierwszym wiceprezesem) to liczba członków SAE stale wzrastała (w 1916 roku osiągnęła 1800 członków).
Głównym punktem rozwoju stowarzyszenia była kontrola nad standaryzacją wszystkich pojazdów silnikowych. Do stowarzyszenia dołączyli Thomas Edison, Glenn Curtis, Glen Martin oraz Orville Wright.
Podczas I wojny światowej SAE przewodniczył Charles Kettering. Liczba członków SAE przekroczyła 5000 osób. Ponadto SAE uwypukliło istotność takich organizacji. Wkrótce podobne organizacje powstały w wielu krajach takich jak
Brazylia, Indie, Chiny, Rosja, Rumunia i Egipt
W 1980 roku liczba członków SAE wyniosła ponad 35 000 osób. Obecnie ponad 25% członków SAE mieszka poza Ameryką Północną.

## Standardy
SAE wprowadziła wiele standardów używanych w przemyśle samochodowym. We wczesnych latach 70 SAE wprowadziło metody mierzenia mocy silników w koniach mechanicznych (do tej pory moc albo nie była mierzona albo była mierzona różnymi, często nie dającymi się bezpośrednio porównać metodami). Ujednolicenie rodzajów olejów silnikowych, ujednolicenie miar.

## Konferencje
SAE zorganizowało ponad 25 konferencji międzynarodowych na których przedstawiono wszystkie aspekty motoryzacji oraz przemysłu samochodowego.
Ostatnia konferencja odbyła się 14–17 kwietnia 2008 w Cob Hall w Detroit Michigan USA.

## Publikacje
SAE publikuje następujące publikacje:
- Automotive Engineering International
- Aerospace Engineering and Manufacturing
- Off Highway Engineering
- SAE Transactions

## Członkowie
- Henry Ford
- Thomas Edison
- Orville Wright